# Drowned World Tour 2001
Drowned World Tour 2001 – zapis światowej trasy koncertowej Madonny pod tym samym tytułem z 2001 roku. Wydane zostało przez Warner Music Vision 13 listopada 2001 i towarzyszyło składance największych przebojów Madonny z lat dziewięćdziesiątych - GHV2.

## Program
1. "Drowned World/Substitute for Love"
2. "Impressive Instant"
3. "Candy Perfume Girl"
4. "Beautiful Stranger"
5. "Ray of Light"
6. "Paradise (Not for Me)"
7. "Frozen"
8. "Open Your Heart"
9. "Nobody's Perfect"
10. Medley: "Mer Girl" / "Sky Fits Heaven" / "Mer Girl"
11. "What It Feels Like for a Girl"
12. "I Deserve It"
13. "Don’t Tell Me"
14. "Human Nature"
15. "The Funny Song"
16. "Secret"
17. "Gone"
18. "Don’t Cry for Me Argentina"
19. "Lo Que Siente la Mujer"
20. "La Isla Bonita"
21. "Holiday"
22. "Music"